# Fuga atmosferica

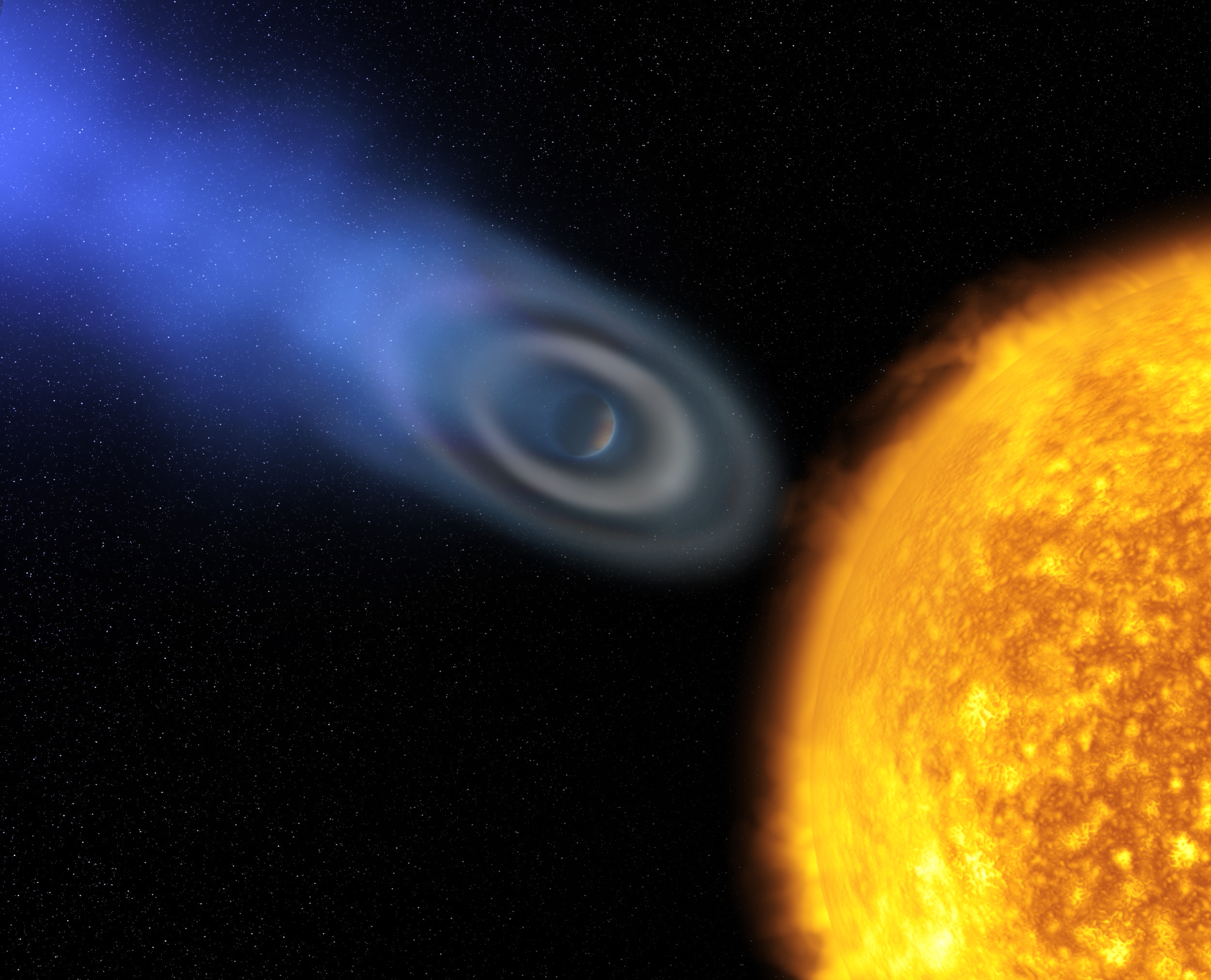
Rappresentazione artistica del pianeta HD 209458 b, sottoposto a una forte erosione atmosferica tramite fuga idrodinamica

La fuga atmosferica è quel processo tramite il quale l'atmosfera di un corpo planetario perde gas nello spazio esterno. I fattori principali che influiscono sono la temperatura dell'atmosfera e la velocità di fuga del corpo. I meccanismi di fuga atmosferica si classificano principalmente in termici e non termici e l'importanza relativa di ogni meccanismo dipende da vari fattori, che variano da corpo a corpo e durante la storia degli stessi. La fuga atmosferica ha influito molto nell'evoluzione delle atmosfere dei corpi che conosciamo, come nel caso di Marte e Venere, rimasti aridi in seguito a tale processo.
L'importanza relativa di ciascun processo è in funzione della massa del corpo, della composizione della sua atmosfera, della sua distanza dalla stella e dalla presenza o meno di campo magnetico.

## Meccanismi termici
Vi sono due meccanismi termici per la fuga atmosferica dei gas, uno è quello di Jeans, chiamato così dal nome dell'astronomo James Hopwood Jeans che lo descrisse per la prima volta nel XX secolo, l'altro è quello della fuga idrodinamica o "vento planetario".

### Fuga di Jeans

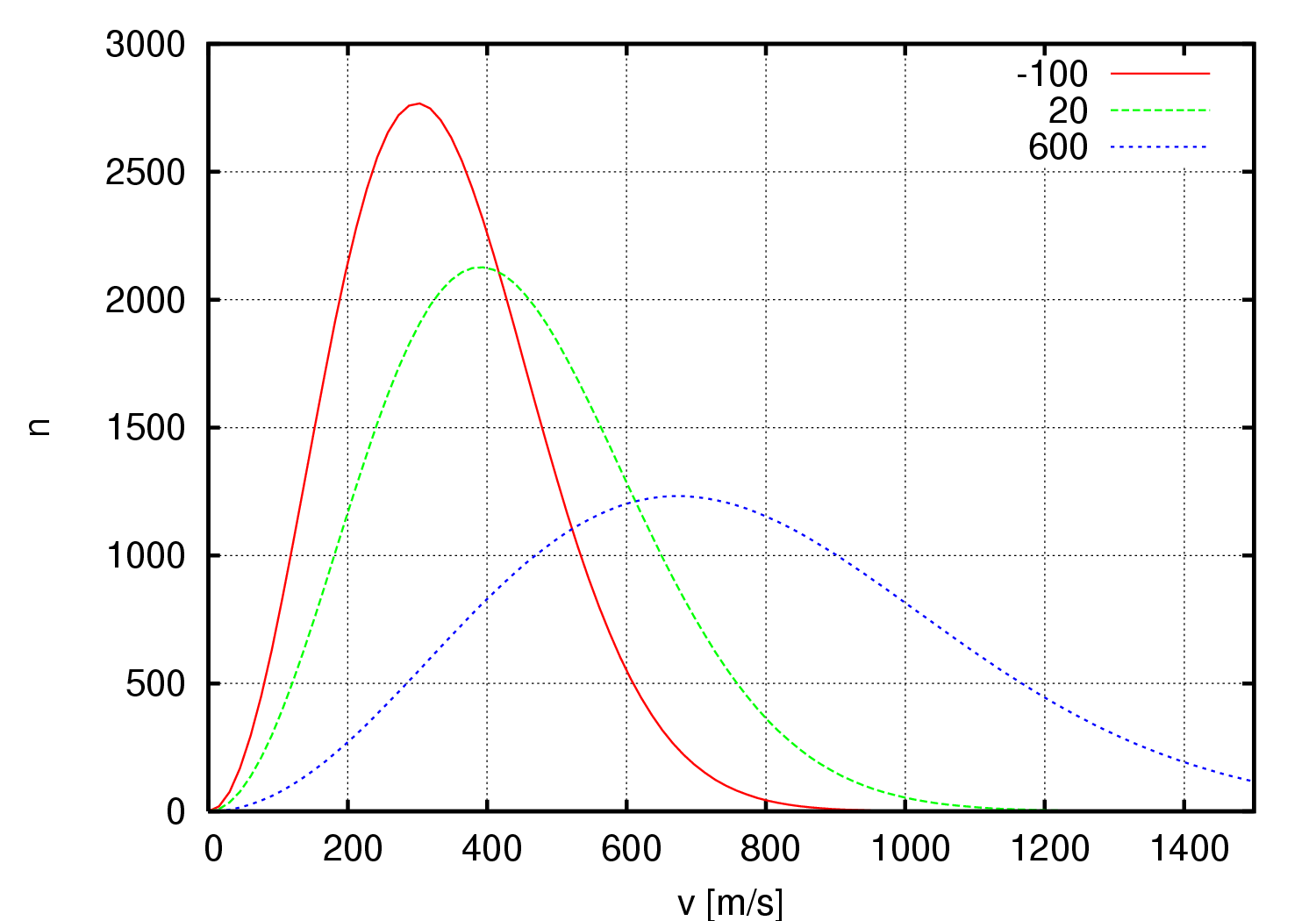
Distribuzioni di Maxwell-Boltzmann dell'ossigeno per tre temperature differenti

La temperatura di un gas è direttamente proporzionale alla sua energia cinetica (temperatura cinetica) e quindi alla velocità media delle sue molecole. In un gas a una determinata temperatura le molecole componenti, per via delle continue collisioni che causano scambio di energia cinetica tra esse, avranno velocità differenti. Il modo in cui queste velocità si distribuiranno attorno al valore medio è descritto dalla distribuzione di Maxwell-Boltzmann, in cui la gran parte delle molecole ha velocità prossime alla velocità media, mentre un numero minore di esse si trova nelle "code" a bassa ed alta velocità.
Negli strati alti dell'atmosfera la densità è molto bassa e quindi le collisioni tra molecole sono meno probabili. Può capitare quindi che le molecole che si trovano nella coda ad alta energia possiedano una velocità superiore a quella di fuga del pianeta, e, non incontrando resistenza, riescano a sfuggire alla gravità di questo.
Per esempio l'atmosfera terrestre a 500 km di quota è molto rarefatta e possiede una temperatura cinetica di circa 1000 K (726 °C). In tali condizioni anche se la distribuzione di velocità degli atomi di idrogeno ha il valore medio intorno ai 5 km /s, nella parte alta della distribuzione si possono trovare atomi con velocità superiori a 10,8 km/s, che è la velocità di fuga terrestre a tale quota.
L'energia cinetica delle molecole, oltre che dalla velocità, dipende anche dalla massa di queste. A parità di temperatura (energia), molecole più pesanti avranno velocità medie minori. La conseguenza di ciò è che l'idrogeno è l'atomo che più facilmente fuggirà con questo meccanismo, mentre i composti e gli atomi più pesanti verranno trattenuti più efficacemente.
Un ruolo importante è giocato anche dai parametri fisici del corpo: una massa elevata tenderà a trattenere efficacemente la propria atmosfera, basti pensare a Giove e agli altri giganti gassosi. La loro gravità maggiore aiuta a trattenere composti leggeri come idrogeno ed elio, mentre questi fuggono più facilmente nel caso dei pianeti minori come la Terra.
Anche la distanza dalla stella è importante: un corpo distante avrà un'atmosfera complessivamente più fredda e quindi tratterrà meglio i propri gas. È il caso di Titano, che seppur molto meno massiccio della Terra è freddo a sufficienza per trattenere un'atmosfera notevole.

### Fuga idrodinamica
Mentre la fuga di Jeans si manifesta per molecole individuali, la fuga idrodinamica è un processo congiunto, una fuga di molecole in massa.

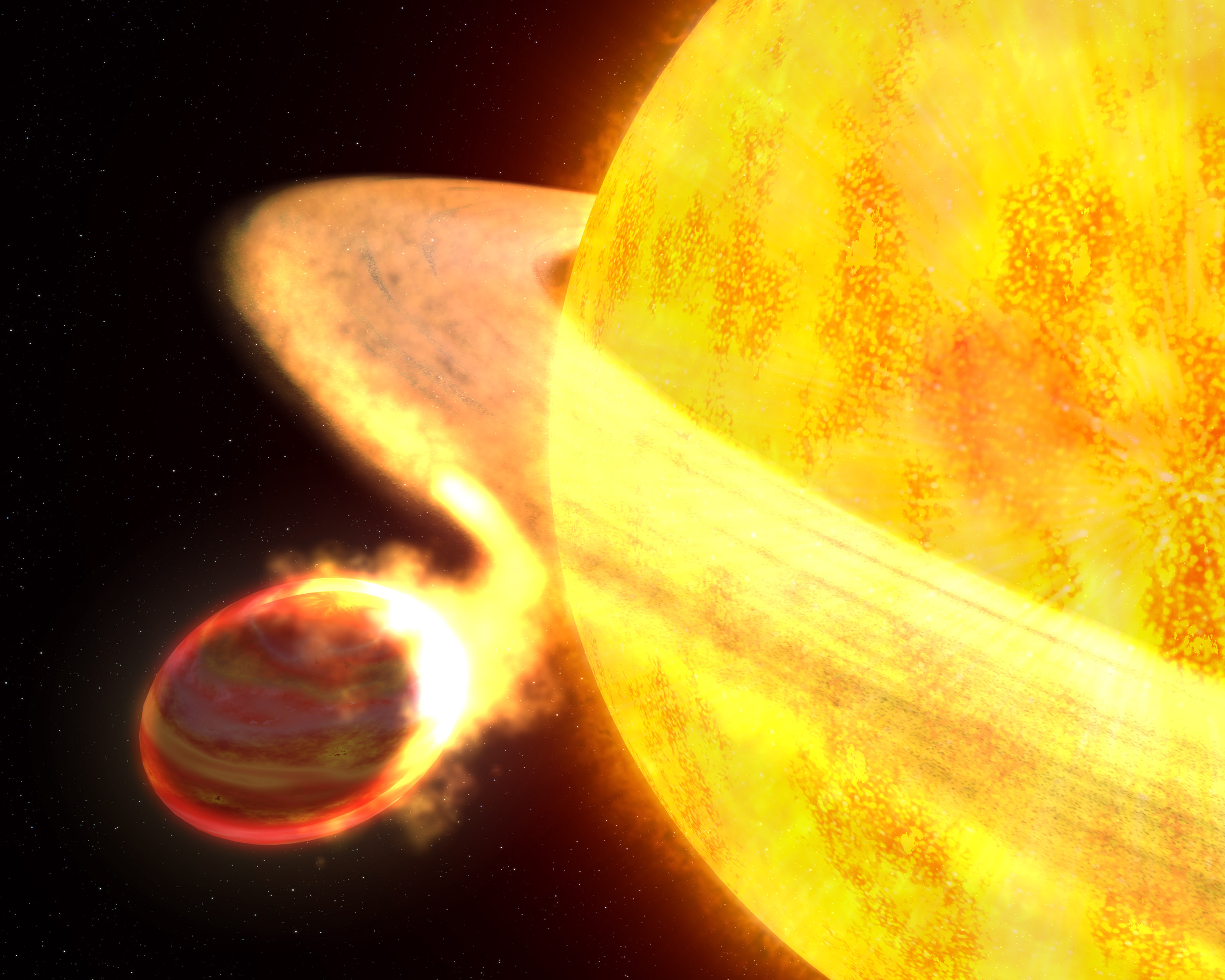
Illustrazione d'artista che mostra WASP-12 b, uno dei pianeti più grandi conosciuti, mentre viene divorato dalla propria stella madre.

La parte superiore dell'atmosfera si riscalda fortemente per effetto della luce ultravioletta della stella e si espande notevolmente, spingendo i gas più in quota e facendo loro acquistare energia quel tanto che basta per far superare la velocità di fuga. Il calore gonfia l'atmosfera facendola espandere continuamente e questo flusso di gas prende il nome di "vento planetario", in analogia con il vento stellare. Nel caso di Venere si pensa che questo meccanismo abbia causato una perdita estremamente rapida di idrogeno, nel giro di poche decine di milioni di anni, poiché il Sole giovane emetteva più luce ultravioletta di oggi. Nella sua fuga l'idrogeno ha trascinato con sé anche molto ossigeno, ma non l'anidride carbonica più pesante. Dopo aver perso gran parte dell'acqua non era più possibile il fissaggio nelle rocce, come i calcari, del carbonio che quindi è rimasto in atmosfera. Il permanere della CO2 in atmosfera ha causato un effetto serra, il che a sua volta ha generato un feedback positivo andato fuori controllo (runaway), portando alle temperature infernali attuali.
Marte e Terra hanno sofferto di fuga idrodinamica in minor grado, come mostrano le proporzioni attuali degli isotopi di alcuni gas nobili nelle rispettive atmosfere. La sonda Huygens dell'ESA, nella sua discesa su Titano, ha misurato nella sua atmosfera una proporzione degli isotopi dell'azoto spiegabile con un passato periodo di fuga idrodinamica.
Se nel Sistema Solare questo meccanismo non è più attivo su nessun corpo, la fuga idrodinamica è stata effettivamente osservata in sistemi esoplanetari, specialmente nel caso di pianeti gioviani caldi. Questi giganti gassosi sono talmente vicini alla loro stella, si parla di frazioni dell'orbita di Mercurio, che la loro atmosfera è sottoposta a un potentissimo irraggiamento. L'espansione è tale che questa semplicemente fluisce nello spazio al di fuori della zona di influenza gravitazionale del pianeta, fino in alcuni casi a ricadere sulla stella stessa. È il caso di pianeti come WASP-12 b, HD 209458 b o CoRoT-7 b. Quest'ultimo sembra aver perso totalmente la propria atmosfera, lasciando il nucleo roccioso scoperto. Tali pianeti sono definiti "ctoni".

## Meccanismi non termici
Come da definizione, questi meccanismi non coinvolgono la temperatura dell'atmosfera ma altri processi fisici, come l'erosione fisica da parte del vento stellare, o interazioni tra molecole ionizzate. Anche l'impatto di meteoriti di grosse dimensioni può portare a perdita di atmosfera.

### Erosione da vento stellare

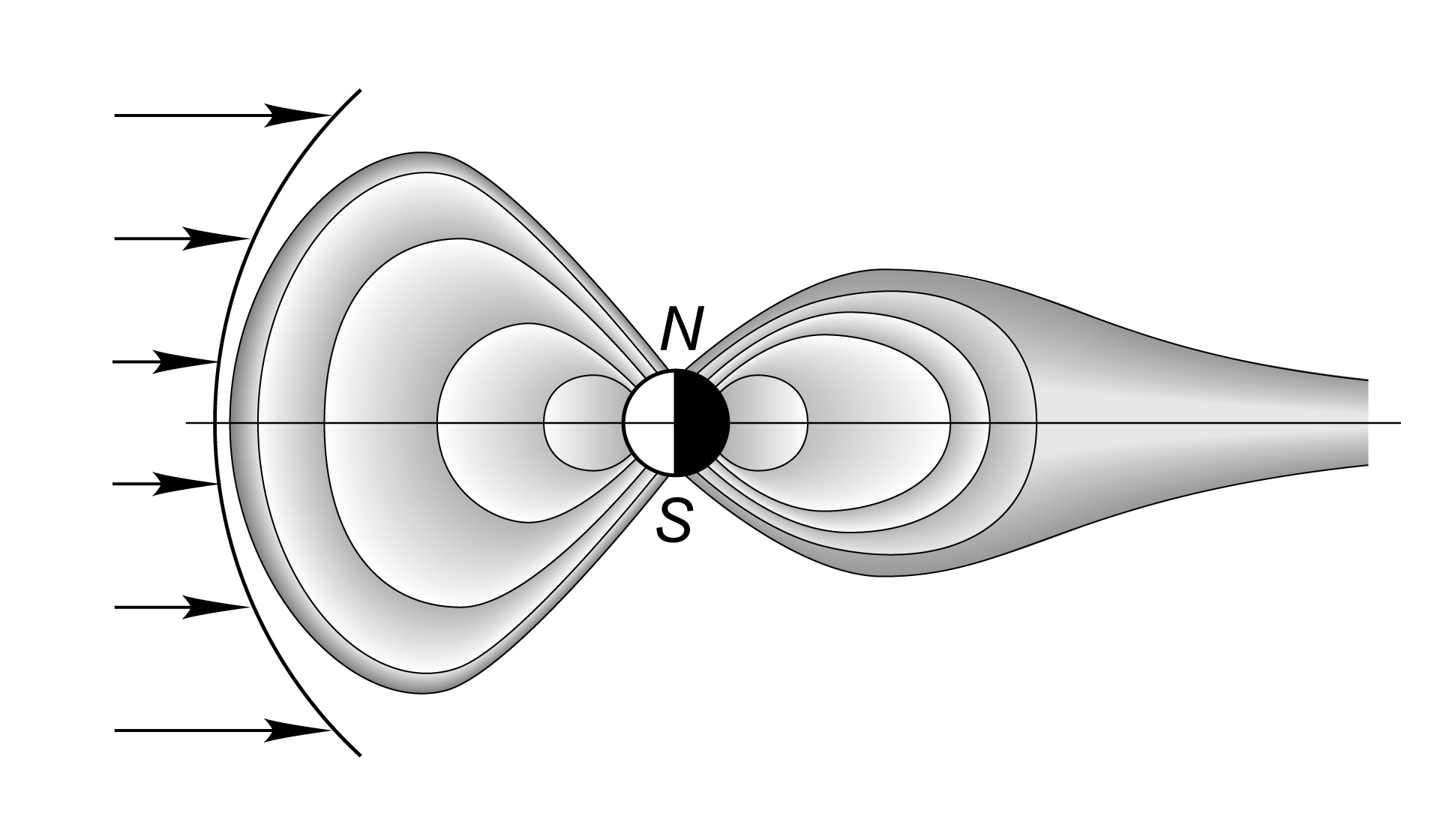
Sezione della magnetosera terrestre sottoposta a vento solare.

Una credenza erronea comune è che il meccanismo non termico primario di fuga atmosferica sia il vento solare in assenza di una magnetosfera. Gli urti con le particelle del vento stellare possono fornire alle particelle atmosferiche sufficiente energia cinetica per raggiungere la velocità di fuga. Il vento solare, composto di ioni, è deflesso dai campi magnetici perché le particelle cariche del flusso si muovono lungo le linee del campo medesimo. La presenza di un campo magnetico quindi rallenta e deflette il vento solare, impedendo la fuga atmosferica. Nel caso della Terra l'interazione del vento solare con il campo geomagnetico ne causa la completa deflessione già a 10 raggi terrestri dalla superficie. Questa zona, in cui il flusso degli ioni solari è rallentato a velocità subsoniche, è chiamata "bow shock".
Tuttavia una mancanza di magnetosfera non implica la distruzione dell'atmosfera del pianeta. Venere, per esempio, non possiede un campo magnetico apprezzabile e la sua posizione più vicina al Sole causa un vento solare persino più veloce e denso; ci si aspetterebbe che l'atmosfera venisse spazzata via come quella di Marte. Nonostante ciò l'atmosfera di Venere è due ordini di grandezza più densa di quella terrestre e recenti modelli indicano che l'erosione da vento solare risponde solo per un terzo al processo di fuga non termica. La spiegazione di questo è che l'interazione del vento solare con la sua alta atmosfera ne causi la ionizzazione. Questa zona ionizzata induce momenti magnetici che deflettono il vento solare, come una magnetosfera, rallentandolo a velocità subsoniche (bow shock) e innocue già a una quota di 1,2-1,5 raggi planetari, comunque dieci volte più vicino che nel caso terrestre. Al di sotto la pressione del vento è equilibrata da quella della ionosfera, in una regione chiamata ionopausa. Questa interazione impedisce al vento solare di essere il processo di erosione atmosferica dominante per Venere.
Nel caso di Marte invece l'atmosfera è troppo rarefatta per generare una ionosfera necessaria a fermare il vento solare, che quindi è il principale agente di erosione atmosferica.

### Meccanismi ionici
Diverse cause possono portare alla ionizzazione delle molecole, quali l'interazione con il vento solare, la radiazione ultravioletta, detta per l'appunto ionizzante, raggi cosmici, oppure processi atmosferici come i fulmini. Questi ioni accelerati possono facilmente fuggire dall'atmosfera planetaria, ma la presenza di un eventuale campo magnetico può impedirlo per lo stesso principio per cui deflette il vento solare. Nel caso della presenza di campo magnetico si possono avere due vie per la fuga atmosferica.

#### Vento polare
Gli ioni atmosferici vengono accelerati dal campo magnetico planetario lungo le sue linee, fino a raggiungere i poli magnetici. Qui le linee del campo sono aperte e quindi gli ioni sono liberi di fuggire nello spazio. Questa corrente viene definita "vento polare" e, similmente ai processi descritti precedentemente, solo gli ioni più leggeri riescono a fuggire. Questo meccanismo è il principale responsabile della perdita di elio per la Terra. Il vento polare può anche trascinare con sé per attrazione elettrica ioni più pesanti.

#### Scambio di carica
Un altro modo per superare la barriera imposta dal campo magnetico è quello dello scambio di carica. Un atomo di idrogeno ionizzato dalla radiazione si muove molto velocemente, ma non può fuggire per via del confinamento magnetico. Si scontra però con un altro atomo di idrogeno, gli "ruba" un elettrone e prosegue la sua corsa, ora neutro e immune agli effetti magnetici. Si calcola che il 60-90% dell'idrogeno perso dalla Terra sia dovuto a tale meccanismo.

#### Campo elettrico indotto in ionosfera
Il processo dominante di fuga atmosferica per Venere è l'accelerazione da campo elettrico. Siccome gli elettroni sono molto meno massivi di altre particelle, tendono a fuggire dalle zone più alte della ionosfera, non essendo trattenuti dal campo magnetico. Si sviluppa così una netta carica positiva nella bassa ionosfera, che a sua volta crea un campo elettrico che accelera particelle positive. Come risultato gli ioni H+ vengono accelerati oltre la velocità di fuga e sono persi.

### Reazioni fotochimiche
Questo meccanismo è un altro importante processo di perdita, dovuto a reazioni chimiche innescate dalla radiazione solare. Un fotone colpendo una molecola la ionizza; questa a sua volta, collidendo con altri ioni o elettroni liberi, può spezzarsi negli atomi costituenti e spesso la gran parte dell'energia cinetica viene trasferita all'atomo più leggero, che così supera la velocità di fuga. 
Questo meccanismo è in corso tanto su Venere, dove ha un ruolo importante, quanto su Marte e Titano.

### Impatti meteorici

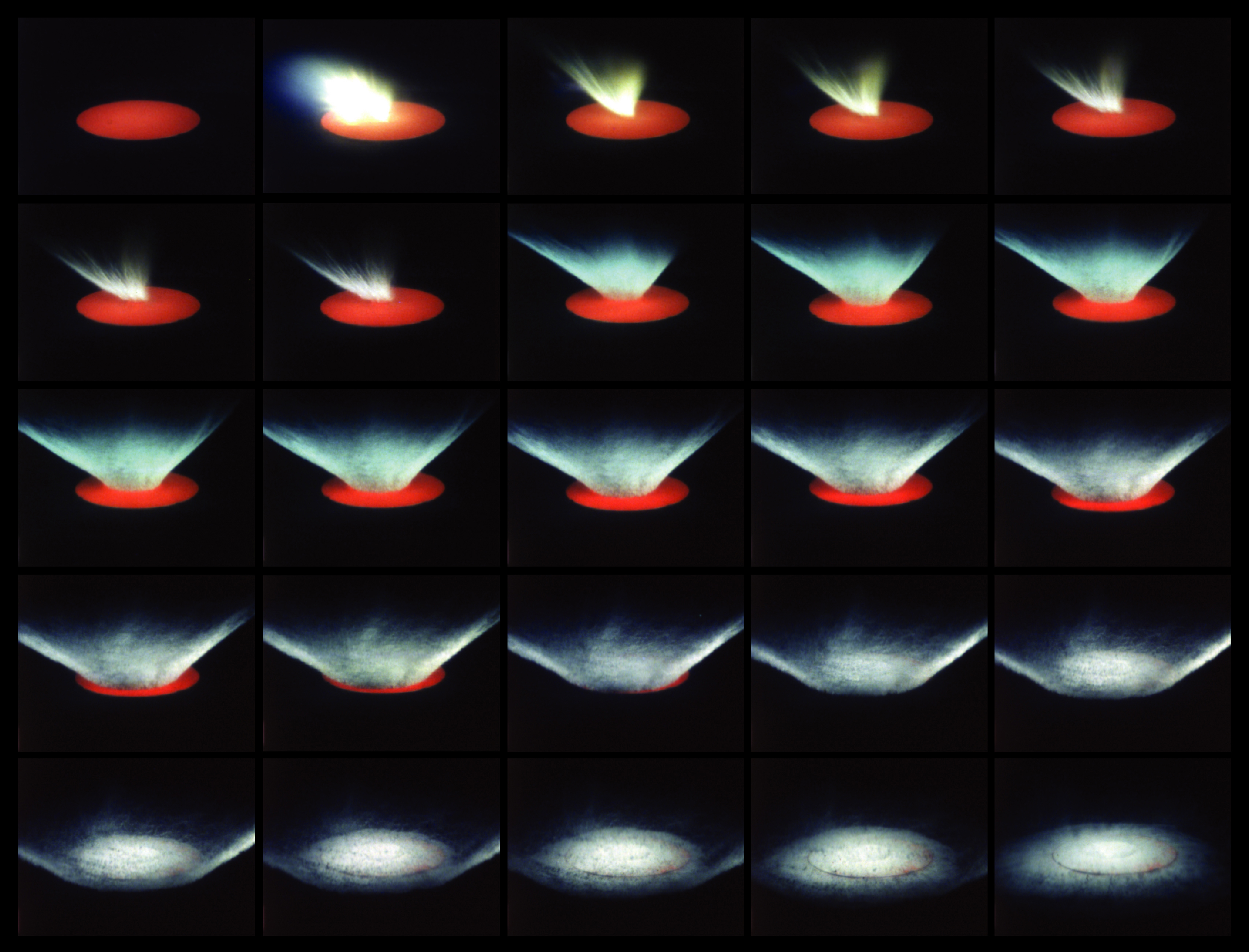
Fotogrammi di una simulazione d'impatto

Anche l'impatto con un grosso asteroide o cometa può causare la perdita di frazioni più o meno consistenti dell'atmosfera planetaria, in quanto gli ejecta possono superare la velocità di fuga e trascinare con sé i gas atmosferici. Si calcola che l'impatto di Chicxulub produsse un cono di ejecta con un'ampiezza di 80° e la perdita di un centomillesimo dell'atmosfera terrestre. Un impatto più grande potrebbe portare all'ablazione di tutta l'atmosfera situata al di sopra di un piano tangente al punto di impatto.

### Ossidazione al suolo, cattura chimico-fisica
Questi processi sono di sequestro di massa al suolo invece che di fuga. Una conseguenza secondaria dei fenomeni descritti è che causano una tendenza all'ossidazione della superficie. Come si è detto, la fuga atmosferica interessa essenzialmente l'idrogeno, che così lascia dietro di sé un'abbondanza di atomi fortemente reattivi, come ossigeno, zolfo, fluoro eccetera. Questi tendono quindi a reagire con i materiali della crosta planetaria, fissandosi al suolo in composti. Un esempio lampante è Marte con il suo colore, dovuto alla presenza di molti ossidi di ferro al suolo.
Altra causa di sequestro di massa atmosferica è la caratteristica fisica stessa dell'atmosfera, come nel caso della Terra. La gran parte dell'acqua terrestre si trova al suolo sotto forma di oceani e calotte polari, mentre il carbonio è fissato nelle rocce calcaree o nei depositi di combustibili fossili dalle forme viventi. Anche nel caso di Marte una considerevole frazione della CO2 atmosferica si trova nelle calotte polari e le stagioni estreme fanno sì che nei periodi di disgelo si assista a un aumento globale della pressione atmosferica, per il rilascio di tale gas.
Per oggetti massivi della fascia di Edgeworth-Kuiper con forte eccentricità, come Plutone, questo meccanismo causa durante l'afelio il precipitare al suolo dell'intera massa atmosferica sotto forma di ghiacci, per poi in primavera assistere al riformarsi dell'atmosfera.
Anche un materiale come la regolite può trattenere per adesione gas atmosferici.

## Il caso delle lune del sistema solare
Alcune lune del Sistema Solare, come Titano e Io hanno un'atmosfera apprezzabile e sono sottoposte a processi di fuga atmosferica. Questi però sono di più difficile comprensione, per via della situazione più complicata. Per esempio anche se le lune non hanno campi magnetici apprezzabili, queste orbitano all'interno di quello del gigante gassoso, svariati ordini di grandezza più potente. Tale campo le protegge dall'erosione da parte del vento solare, per citare uno dei meccanismi non termici, ma solo se la luna durante la sua orbita rimane all'interno della magnetosfera del pianeta. Non è quindi il caso di Titano, che per metà della sua rivoluzione attorno a Saturno si trova al di fuori del bow shock e rimane soggetta a vento solare non deflesso. Questo causa una perdita di idrogeno neutro da parte della luna, idrogeno che si distribuisce in un toro in orbita attorno a Saturno sulla scia di Titano. Io invece non esce dalla magnetosfera di Giove, ma nella sua orbita incontra una nuvola di plasma carico e l'interazione con tale plasma causa la perdita di sodio dall'atmosfera della luna. La nuvola di ioni sodio così alimentata segue Io nella sua orbita.

## Processi di fuga atmosferica dominanti sulla Terra
La Terra ha una massa troppo grande per perdere una proporzione significativa della sua atmosfera tramite fuga di Jeans. Il ritmo attuale di perdita è di tre kg di idrogeno e 50 grammi di elio al secondo. Assumendo una temperatura esosferica di 1000 K si calcola che per esaurire gli ioni O+ di un fattore e servirebbe circa un miliardo di anni. 1000 K è una temperatura superiore a quella attualmente osservata, con le condizioni attuali servirebbero oltre 1000 miliardi di anni per ottenere la stessa perdita, e in più la gran parte dell'ossigeno terrestre è legato in O2, troppo massiccio per sfuggire tramite fuga di Jeans.
Il campo geomagnetico protegge la Terra dal vento solare e impedisce la fuga di ioni, eccetto lungo le linee di campo aperte presso i poli magnetici. L'attrazione gravitazionale della Terra impedisce ad altri meccanismi non termici di fuga atmosferica di avere un peso apprezzabile.
Nonostante ciò l'atmosfera terrestre è due ordini di grandezza meno densa di quella di Venere. Per via delle condizioni fisiche del pianeta, CO2 e H2O sono sequestrate nell'idrosfera e nella litosfera. L'acqua è concentrata negli oceani, diminuendo notevolmente la densità atmosferica, l'anidride carbonica viene fissata nelle rocce sedimentarie. Alcune stime indicano che la porzione di carbonio atmosferico è approssimativamente 1/250 000 di tutto il carbonio terrestre. Se entrambe le riserve fossero rilasciate in atmosfera questa sarebbe persino più densa di quella di Venere, di conseguenza il principale meccanismo di "perdita" atmosferica per la Terra non è la fuga nello spazio, bensì il sequestro al suolo.